# Relations entre les États-Unis et le Togo
 (février 2023).
Si vous disposez d'ouvrages ou d'articles de référence ou si vous connaissez des sites web de qualité traitant du thème abordé ici, merci de compléter l'article en donnant les références utiles à sa vérifiabilité et en les liant à la section « Notes et références ».
Les relations entre les États-Unis et le Togo sont des relations bilatérales entre la république du Togo et les États-Unis.

## Relations diplomatiques
Le Togo est un pays pro-occidental, orienté vers le marché. Les États-Unis et le Togo entretiennent généralement de bonnes relations depuis l'indépendance, bien que les États-Unis n'aient jamais été l'un des principaux partenaires commerciaux du Togo. La plus grande partie des exportations américaines vers le Togo a généralement été constituée de vêtements usagés et de textiles de récupération. D'autres exportations américaines importantes comprennent le riz, le blé, les chaussures et les produits du tabac, et les ordinateurs personnels et autres produits électroniques de bureau américains sont de plus en plus utilisés.
Le gouvernement du Togo, avec le soutien de l'Overseas Private Investment Corporation (OPIC) et de l'agence des États-Unis pour le développement international (USAID), a établi une zone franche d'exportation (EPZ) au Togo en 1989. La zone a attiré des investisseurs privés intéressés par la fabrication, l'assemblage et la transformation des aliments, principalement pour le marché d'exportation. L'USAID a fermé son bureau local en 1994 et gère des programmes de développement local depuis son bureau d'Accra par l'intermédiaire d'organisations non gouvernementales au Togo.
Le Peace Corps a commencé son travail au Togo en 1962. Depuis lors, plus de 3 100 volontaires du Corps de la paix ont servi dans le pays. Actuellement, 114 volontaires servent au Togo. Les volontaires ont une histoire réussie de collaboration et d'implication avec le peuple togolais à tous les niveaux. Leurs efforts s'appuient sur des relations de contrepartie et mettent l'accent sur des solutions à faible coût qui utilisent au maximum les ressources locales. Le partenariat avec des organisations locales et internationales est une composante importante des activités du projet Volontariat. Les bénévoles travaillent à promouvoir l'autosuffisance dans les domaines du développement des petites entreprises, de l'éducation, de l'environnement et de la santé. Tous les Volontaires, quel que soit leur secteur, sont formés à la promotion de la sensibilisation et de la prévention du VIH/SIDA .

## Missions diplomatiques résidentes
- Le Togo a une ambassade à Washington, DC[2].
- Les États-Unis ont une ambassade à Lomé[3].

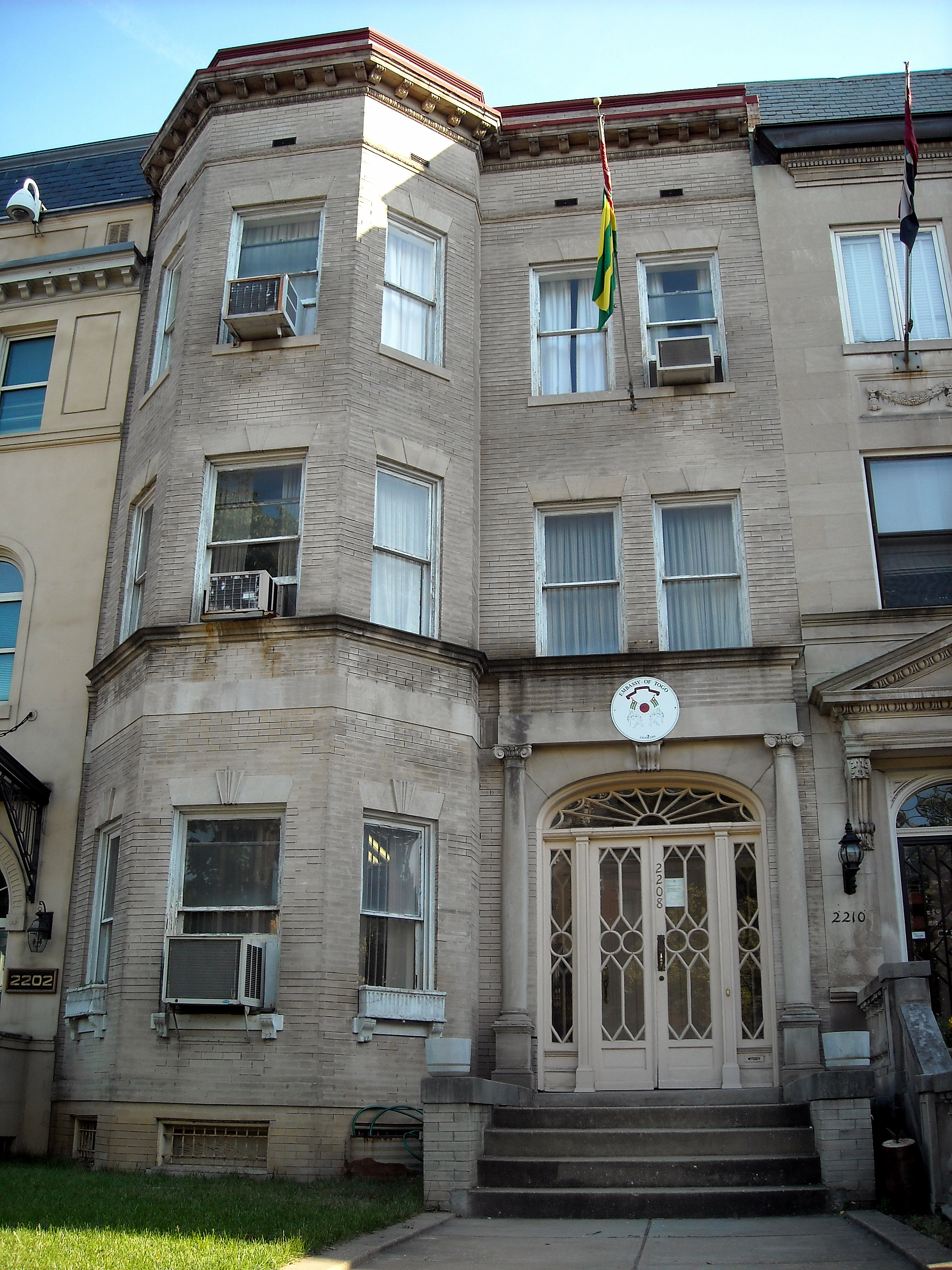
Ambassade du Togo à Washington, DC
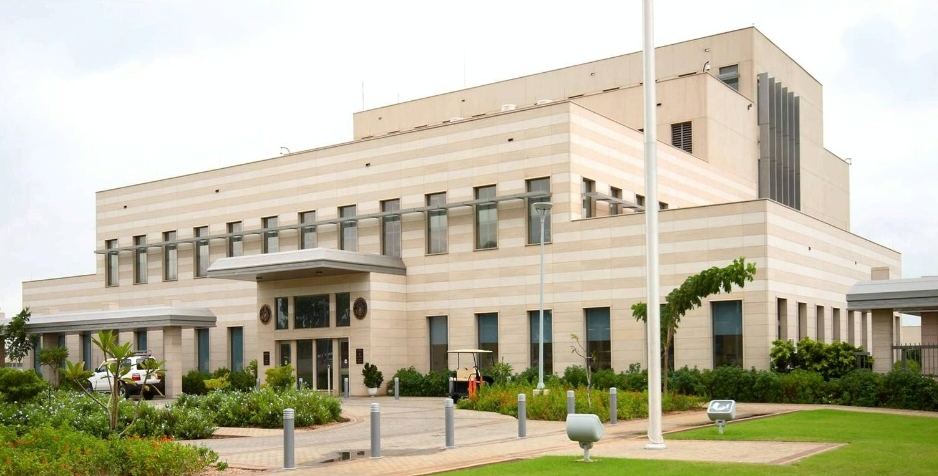
Ambassade des Etats-Unis à Lomé